# Staré Sedlo (Tachovi járás)
Staré Sedlo település Csehországban, Tachovi járásban. Staré Sedlo Mezholezy u Horšovského Týna, Stráž, Kladruby, Bor, Prostiboř, Vidice és Mířkov településekkel határos. Lakosainak száma 319 fő (2024. január 1.).

## Népesség
A település lakosságának változását az alábbi diagram mutatja:
| Lakosok száma | 948  | 891  | 907  | 438  | 315  | 263  | 271  | 246  | 262  | 319  |
|               | 1869 | 1890 | 1921 | 1950 | 1980 | 2001 | 2017 | 2019 | 2022 | 2024 |